# Legend of the Blue Sea
Legend of the Blue Sea (en hangul, 푸른 바다의 전설; romanización revisada, Puleun badaui jeonseol) es una serie de televisión surcoreana de fantasía emitida por SBS entre 2016 y 2017, cuya trama está inspirada en una leyenda clásica de la era Joseon obtenida desde la colección Eou Yadam (어우야담) de Yoo Mong-in, que narra sobre un hombre que libera una sirena cautiva, desarrollándose la historia de la serie entre el año 1598 y el presente, momento en que la sirena regresa y en la modernidad se encuentra con el doppelgänger de aquel hombre.
Protagonizada por Jeon Ji-hyun y Lee Min-ho, la trama y guion de The Legend of the Blue Sea fueron creados Park Ji-eun (My Love from the Star) y dirigida por Jin Hyuk (Doctor Stranger), en grabaciones que se llevaron a cabo principalmente en Seúl y las provincias de Chungcheong del Norte y Jeju, también fue filmada en Palaos y en localizaciones de Cataluña y Galicia, donde se desarrolló el inicio de la serie, que fue transmitida en su país de origen desde el 16 de noviembre de 2016, hasta el 26 de enero de 2017.

## Argumento
En agosto de 1598, Joseon es golpeado por un tifón que deja una sirena, ella es tomada cautiva y dispuesta en la vivienda de un timador que ansia venderla para ganar dinero. Kim Dam-ryung, el hijo de un noble y jefe del pueblo decide liberarla en el mar. Siguiendo estando en contacto. El timador decide empezar rumores de que la sirena es una maldición y que embrujo al jefe del pueblo. La gente del pueblo empieza a querer que la maten, así que a Dam-ryung no le queda otra opción que devolverla al mar. Él le regala su brazalete de jade. Cuando se enteran de que la sirena regresó al mar el timador decide ir a buscarla y capturarla pero en vez de eso Dam-ryung se entera y va en busca de la sirena pero a los dos los matan. 
Ella renace como sirena y así manteniendo travesías por diferentes lugares del mundo, en 2016 inesperadamente llega a las costas de Cataluña, España, donde descubre que cuando su cuerpo está seco, su cola se transforma en piernas similares a las de los humanos.
Manteniéndose en pie logra entrar a una habitación de un hotel y encontrar comida, ahí se encuentra con Huh Joon-jae: el doppelgänger de Dam-ryung, su salvador. Las cosas se ponen difíciles entre ellos ya que ella no puede hablar. Joon-jae por su parte es un estafador considerado «profesional», que constantemente utiliza trucos de magia para zafarse de situaciones, él termina denunciándola y los Mozos de Escuadra (policía de la Comunidad Autónoma de Cataluña) se la llevan, pero él inesperadamente se da cuenta del valor del brazalete que porta ella y decide ir a la estación de policía para rescatarla.
Tras llevarla a un centro comercial y comprarle ropa, se dirigen a comer, sin embargo, tras una serie de movimientos le roba su brazalete valorado en varios millones de wones y posteriormente la abandona. Esperando que él regrese comienza a llover, las horas pasan y finalmente Joon-jae vuelve, porque se da cuenta de la imposibilidad de dejarla sola y desde entonces conserva el lazo con ella. Sin embargo, él debe regresar a Seúl y ella con sus habilidades le hace perder la memoria y sus recuerdos con ella, pero posteriormente se arrepiente y decide nadar hasta encontrarlo.

## Reparto

### Personajes principales
- Jun Ji-hyun como Shim Chung.
  - Shin Eun-soo como Chung (adolescente).
  - Kal So-won como Chung (niña).
- Lee Min-ho como Kim Dam-ryung / Huh Joon-jae.
  - Jinyoung como Dam-ryung / Joon-jae (adolescente).
  - Jeon Jin-seo como Joon-jae (niño).
- Lee Hee-joon como Cho Nam Doo / Park Moo.
- Shin Hye-sun como Cha Si-ah.

### Personajes secundarios
- Moon So-ri como Ahn Jin-joo.
- Lee Ji-hoon como Huh Chi-hyun.
- Shin Won-ho como Tae Oh.
- Choi Jung-woo como Huh Il-joong.
  - Jung Moon-sung como Il-joong (adulto joven).
- Hwang Shin-hye como Kang Seo-hee.
- Sung Dong-il como Ma Dae-young.
- Park Hae-soo como Hong Dong-pyo.
- Na Young-hee como Mo Yoo-ran.
- Shin Rin-ah como Seo Yoo-na.

### Otros personajes
- Kim Soo-jin.

### Apariciones especiales
- Ko Kyu-pil como Han Sung-tae, el guardaespaldas principal de la capital de Myungdong (ep. #1, 3).
- Kim Sung-ryung como la esposa de Sung-tae (ep. #1-2).
- Krystal Jung como Bae Min-ji (ep. 1).
- Ahn Jae-hong como Kim Bong-deok (Thomas) (ep. #2).
- Shim Yi-young (ep. #2).
- Cha Tae-hyun (ep. #2).
- Kim Hye-yoon (ep. #3).
- Im Won-hee como un doctor (ep. #9).

## Recepción

### Audiencia
En azul la audiencia más baja y en rojo la más alta, correspondientes a las empresas medidoras TNms y AGB Nielsen, desde el primer episodio emitido el 16 de noviembre de 2016 hasta el último del 25 de enero de 2017, e incluyendo el especial que se hizo el 29 de diciembre de 2016.
| Ep. #    | Fecha de estreno        | Cuota        | Cuota        | Cuota       | Cuota       |
| Ep. #    | Fecha de estreno        | TNmS Ratings | TNmS Ratings | AGB Nielsen | AGB Nielsen |
| Ep. #    | Fecha de estreno        | Nacional     | Seúl         | Nacional    | Seúl        |
| -------- | ----------------------- | ------------ | ------------ | ----------- | ----------- |
| 1        | 16 de noviembre de 2016 | 15,4 %       | 18,9 %       | 16,4 %      | 18,0 %      |
| 2        | 17 de noviembre de 2016 | 16,2 %       | 20,1 %       | 15,1 %      | 16,4 %      |
| 3        | 23 de noviembre de 2016 | 18,6 %       | 19,6 %       | 15,7 %      | 17,2 %      |
| 4        | 24 de noviembre de 2016 | 17,9 %       | 21,3 %       | 17,1 %      | 18,4 %      |
| 5        | 30 de noviembre de 2016 | 16,4 %       | 20,4 %       | 16,8 %      | 20,5 %      |
| 6        | 1 de diciembre de 2016  | 18,1 %       | 20,2 %       | 18,9 %      | 22,1 %      |
| 7        | 7 de diciembre de 2016  | 15,8 %       | 18,1 %       | 17,4 %      | 19,2 %      |
| 8        | 8 de diciembre de 2016  | 17,4 %       | 19,7 %       | 17,4 %      | 19,1 %      |
| 9        | 14 de diciembre de 2016 | 14,8 %       | 16,4 %       | 16,6 %      | 18,8 %      |
| 10       | 15 de diciembre de 2016 | 16,8 %       | 19,2 %       | 17,5 %      | 19,3 %      |
| 11       | 21 de diciembre de 2016 | 17,7 %       | 20,1 %       | 16,7 %      | 18,1 %      |
| 12       | 22 de diciembre de 2016 | 16,3 %       | 18,0 %       | 17,3 %      | 18,7 %      |
| 13       | 28 de diciembre de 2016 | 15,8 %       | 18,4 %       | 16,0 %      | 17,2 %      |
| 14       | 4 de enero de 2017      | 15,1 %       | 18,1 %       | 17,8 %      | 18,7 %      |
| 15       | 5 de enero de 2017      | 15,9 %       | 19,4 %       | 18,3 %      | 20,1 %      |
| 16       | 11 de enero de 2017     | 15,1 %       | 19,0 %       | 18,9 %      | 20,7 %      |
| 17       | 12 de enero de 2017     | 18,9 %       | 22,2 %       | 20.8 %      | 23,0 %      |
| 18       | 18 de enero de 2017     | 16,5 %       | 18,4 %       | 18,3 %      | 19,9 %      |
| 19       | 19 de enero de 2017     | 18,7 %       | 20,4 %       | 21,0 %      | 22,2 %      |
| 20       | 25 de enero de 2017     | 16,2 %       | 18,4 %       | 17,9 %      | 18,8 %      |
| Promedio | Promedio                | 16,6 %       | 19,3 %       | 16,8 %      | 19,3 %      |
| E        | 29 de diciembre de 2016 | 11,5 %       | 13,3 %       | 11,2 %      | 12,3 %      |

### Premios y nominaciones
| Año  | Premio    | Categoría                                                      | Nominado                 | Resultado |
| ---- | --------- | -------------------------------------------------------------- | ------------------------ | --------- |
| 2016 | SBS Drama | Gran premio (Daesang)                                          | Jun Ji Hyun              | Nominado  |
| 2016 | SBS Drama | Gran premio (Daesang)                                          | Lee Min Ho               | Nominado  |
| 2016 | SBS Drama | Premio a la alta excelencia, actor en un drama de fantasía     | Lee Min Ho               | Ganador   |
| 2016 | SBS Drama | Premio a la alta excelencia, actriz en un drama de fantasía    | Jun Ji Hyun              | Nominado  |
| 2016 | SBS Drama | Premio a la excelencia, actor en un drama de fantasía          | Lee Hee Joon             | Nominado  |
| 2016 | SBS Drama | Premio a excelencia, actriz en un drama de fantasía            | Shin Hye Sun             | Nominado  |
| 2016 | SBS Drama | Premio a excelencia, actriz en un drama de fantasía            | Hwang Shin Hye           | Nominado  |
| 2016 | SBS Drama | Premio especial a la actuación, actor en un drama de fantasía  | Sung Dong Il             | Ganador   |
| 2016 | SBS Drama | Premio especial a la actuación, actor en un drama de fantasía  | Lee Ji Hoon              | Nominado  |
| 2016 | SBS Drama | Premio especial a la actuación, actriz en un drama de fantasía | Oh Yeon Ah               | Nominado  |
| 2016 | SBS Drama | Premio a la estrella K-Wave                                    | Lee Min Ho               | Nominado  |
| 2016 | SBS Drama | Premio a la estrella K-Wave                                    | Jun Ji Hyun              | Nominado  |
| 2016 | SBS Drama | Mejor pareja                                                   | Lee Min Ho y Jun Ji Hyun | Ganador   |
| 2016 | SBS Drama | Top 10 Stars                                                   | Jun Ji Hyun              | Ganador   |
| 2016 | SBS Drama | Top 10 Stars                                                   | Lee Min Ho               | Ganador   |
| 2016 | SBS Drama | Premio al ídolo de la academia - mejor actuación               | Jun Ji Hyun              | Ganador   |

## Emisión internacional
- Camboya: Hang Meas (2017).
- Canadá: All TV (2016-2017).
- Estados Unidos: TKC-TV y KSCI-TV (2016-2017).
- Filipinas: ABS-CBN (2017) y Asianovela Channel (2018).[8]
- Hong Kong: MyTV Super (2017) y J2 (2017).
- Japón: Eisei Gekijo (2017), Mnet Japan (2017), TV Tokyo (2018), Home Drama Channel (2018), BS-TBS (2018), TV Aichi (2018), TV Setouchi (2018) y Fuji TV TWO (2018).
- Jordania: Roya TV (2018).
- Malasia: Sony One TV (2016-2017).
- Tailandia: True4U (2017).
- Taiwán: SEC (2017), Fox Taiwan (2017) y TTV (2017-2018).
- Vietnam: HTV2 (2016-2017).[9]